# Piero Lucca
Piero Lucca (Casale Monferrato, 10 maggio 1850 – Roma, 13 agosto 1921) è stato un ingegnere e politico italiano.
Vercellese di adozione, città di cui ha progettato e diretto i lavori di costruzione dell'acquedotto e del ponte sul Sesia, ha dedicato gran parte della sua attività professionale alle infrastrutture agricole. Liberale conservatore, anti-socialista schierato dalla parte dei grandi interessi degli agrari, è stato prima consigliere comunale e poi sindaco di Vercelli consigliere provinciale e membro della deputazione di Novara, deputato per otto legislature nello schieramento parlamentare agrario e sottosegretario al Ministero dell'interno. 

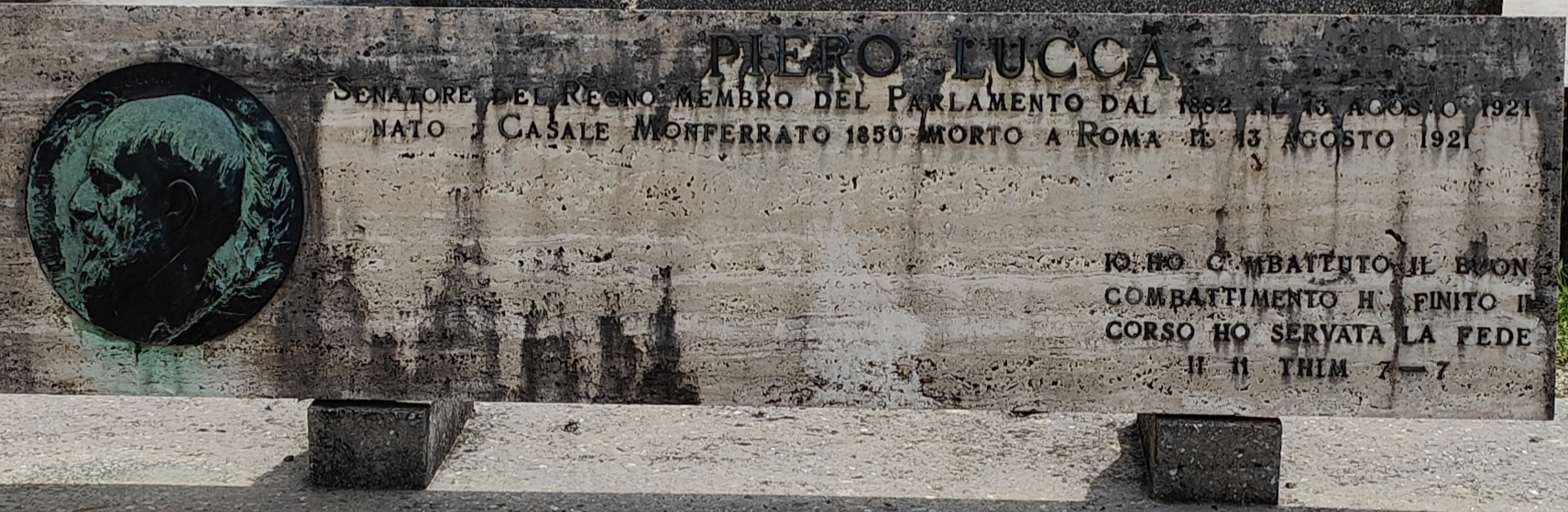
Lapide al cimitero Billiemme di Vercelli. Era membro del regio parlamento dal 1882.

Ha fatto parte dei consiglio superiore della pubblica istruzione  e del comitato permanente del lavoro del Ministero di agricoltura, industria e commercio.